# 폴라 딘

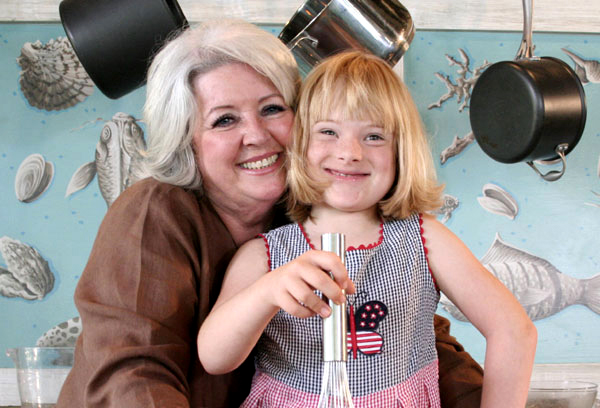

폴라 딘(Paula Deen, 1947년 1월 19일 ~ )는 미합중국의 배우이자 셰프, 사업가 겸 영화배우이다. 또한 폴라 딘은 올버니에서 태어났다.

## 영화
- 더 넥스트 푸드 네트워크 스타 (2005년) - 본인 역
- 더 레이트 레이트 쇼 위드 크레이그 퍼거슨 (2005년)
- 엘리자베스타운 (2005년) - 도라 역